# Peros Banhos
Peros Banhos ist ein Atoll im Indischen Ozean, welches geographisch zum Chagos-Archipel gehört. Zu den Inseln von Peros Banhos gehören unter anderem Grande Soeur, Île du Coin, Île Diamant und Île Yéyé. Politisch gehört das Atoll zum Britischen Territorium im Indischen Ozean und soll nach einer Einigung im Oktober 2024 an Mauritius übergeben werden.

## Geschichte
Die Inselgruppe wurde ungefähr um 1500 von Afonso de Albuquerque entdeckt, der auch Diego Garcia gefunden hatte. Später wurde sie von den Franzosen besetzt und von Mauritius aus verwaltet. In der Folge der napoleonischen Kriege wurde sie an Großbritannien übergeben.
1965 verpachteten die Briten Peros Banhos und weitere Inselgruppen der Chagos-Inseln, so etwa Diego Garcia, für 50 Jahre an die USA. Daraufhin wurden bis 1971 die Inselbewohner (Chagossianer) zwangsumgesiedelt, teils nach Mauritius, teils auf die Seychellen.
Der Zutritt zum Atoll ist seither strikt untersagt. Der östliche Teil des Atolls, östlich von Moresby Island im Norden und Fouquet Island im Süden, gehört heute zum Peros Banhos Atoll Strict Nature Reserve.

Karten
Karte des Atolls Peros Banhos
Peros Banhos Atoll Strict Nature Reserve